# Cérices
Los cérices (en griego antiguo: Κήρυκες, romanizado: Kērykes, en latín: Ceryces) era una antigua familia griega de eupátridas de Eleusis, que afirmaban descender de Cérix, considerado el hijo menor de Eumolpo o el hijo de Hermes y Aglauro. La familia era una de las antiguas familias sacerdotales del Ática, y entre sus funciones se encontraba la de encargarse de los misterios eleusinos, junto con los eumólpidas.
En los misterios eleusinos, se les asignaban las funciones de «hierocérice» o heraldo sacrificial y «daducos» o portador de antorchas. Además, los cérices debían rezar en nombre del Estado junto con los eumólpidas en determinadas ocasiones. Las familias también eran corresponsables de administrar los fondos del culto.
Los cérices incluían a la rica familia aristocrática de Calias e Hipónico II, quienes fueron influyentes en los siglos V-IV a. C. 